# Hornád
Hornád (mađarski: Hernád, njemački Kundert), rijeka je u istočnoj  Slovačkoj i sjeveroistočnoj Mađarskoj duga 286 km. Površina sliva iznosi 4.403 km². Izvire u istočnoj Slovačkoj podno Niskih Tatri na visini od 980 metara i teče kroz Slovačku i Mađarsku. Ulijeva se u rijeku Šajo južno od Miškolca. 

## Opis toka
Od izvora do ušća mnogo se manjih potoka uljevaju u Hornád. Rijeka teče kroz nacionalni park Slovački raj, kroz kanjon Hornádu, a zbog svoje je ljepote upisan u nacionalne prirodne rezervate Slovačke. Nakon izlaska iz Slovačkog raja protječe kroz Spišsku Novu Ves, a na izlazu iz grada nalazi se brana, poslije koje tok rijeke skreće oštro prema jugu i teče kroz Košice, nakon čega ulazi u Mađarsku. U Mađarskoj duljina toka iznosi 118 km.
Gradovi kroz koje prolazi Hronad:
- Spišská Nová Ves,
- Košice

## Vanjske poveznice
|  | Zajednički poslužitelj ima još gradiva o temi Hornád |